# هراکلیوس
هراکلیوس یا هِرَقْل (به لاتین: Flavius Heraclius Augustus، به یونانی: Φλάβιος Ἡράκλειος) امپراتور بیزانس (روم شرقی) بود. پدر وی نیز هراکلیوس نام داشت و فرماندار کارتاژ بود. هراکلیوسِ پدر در سال ۶۰۸ میلادی قیامی را علیه امپراتور وقت فوکاس رهبری کرد که به خلع و کشته شدن فوکاس انجامید. در ۶۱۰ میلادی، هراکلیوس پسر، تاجگذاری کرد. او در سال ۶۴۱ میلادی به مرگ طبیعی درگذشت.
سلطنت هراکلیوس با چندین لشکرکشی گسترده همراه بود. سالی که هراکلیوس به قدرت رسید، امپراتوری بیزانس از سوی چندین مرز تهدید می‌شد. هراکلیوس مسئولیت رهبری جنگ با شاهنشاهی ساسانی را بر عهده گرفت. نخستین نبردها با شکست بیزانسی‌ها به پایان رسید. ارتش ایران پس از پیشروی‌های سریع خود راهی بسفر شد اما قسطنطنیه که توسط دیوارهای غیر قابل نفوذ و نیروی دریایی قدرتمند محافظت می‌شد توانست از شکست کامل جلوگیری کند. بلافاصله پس از آن، هراکلیوس اصلاحاتی را برای بازسازی و تقویت ارتش آغاز کرد. او توانست ایرانیان را از آسیای صغیر بیرون کند و به عمق قلمرو ساسانیان یورش برد و آنها را در سال ۶۲۷ در نبرد نینوا با قاطعیت شکست داد. در این هنگام شاه ایران خسرو پرویز با کودتای پسرش شیرویه کشته شد. شیرویه پس از تکیه زدن بر تخت سلطنت ایران با انعقاد پیمان صلح موافقت کرد و پذیرفت نیروهای ایرانی از تمام سرزمین‌های اشغالی عقب نشینی کنند. بدین ترتیب روابط مسالمت آمیز میان دو امپراتوری احیا شد.
هراکلیوس خیلی زود بسیاری از سرزمین‌های تازه بازپس گرفته شده خود را توسط خلافت راشدین از دست داد. مسلمانان که از شبه جزیره عربستان بیرون آمده بودند، امپراتوری ساسانی را فتح کردند و در سال ۶۳۶ به سوریه روم لشکر کشیدند و تئودور برادر هراکلیوس را شکست دادند. اعراب در مدت کوتاهی بین‌النهرین، ارمنستان و مصر را فتح کردند. هراکلیوس در آخرین سال‌های سلطنت خود تنها توانست با انجام اصلاحاتی به جانشینان خود کمک کند تا بتوانند با اعراب مبارزه کنند و از نابودی کامل اجتناب کنند.

## جنگ با ایران

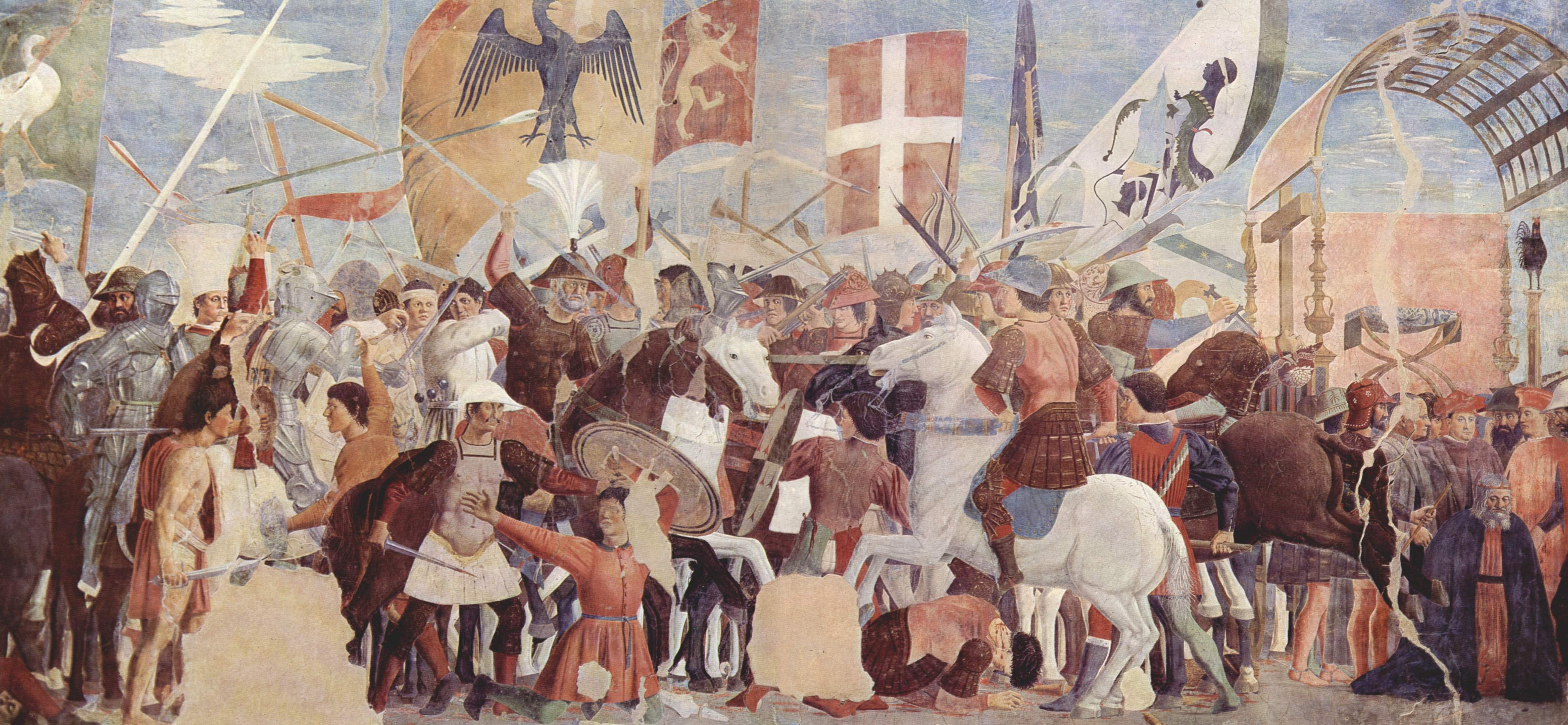
نبرد سپاه هراکلیوس و خسرو دوم، فرسکو از پیرو دلا فرانچسکا، ۱۴۵۲.

موریکیوس (موریس) امپراتور بیزانس با حمایت‌های خود از خسرو پرویز در مقابل بهرام چوبین باعث بازگشت خسرو به تخت سلطنت شد. در مدت فرمانروایی موریکیوس، بعد از حدود ۶۰۰ سال جنگ، بین ایران و روم روابط دو کشور صلح آمیز و حسنه بود. بعد از کشته شدن موریکیوس و خانوادهٔ او به دست فوکاس، خسرو، فوکاس را به رسمیت نشناخت و وارد جنگ با بیزانس شد. به سلطنت رسیدن هراکلیوس به اختلافات دو کشور پایان نداد، زیرا خسرو پرویز خواستار به سلطنت رسیدن تئودوسیس پسر موریکیوس بود که ادعا می‌شد بعد از مرگ موریکیوس به دربار خسرو پناه برده‌است.
در سال ۶۱۱ میلادی، سپاه ایران سوریه و آناتولی را به اشغال درآورد. سه سال بعد به کمک یهودیان توانست اورشلیم را تصرف کند و صلیب راستین (دار مقدس) که در انظار عالم مسیحیت، چیزی مقدس تر از آن نبود، به تیسفون فرستاده شد.
در سال ۶۱۶ میلادی، مصر توسط قشونی که رهبری آن را شهربراز سردار نامی ایران، برعهده داشت، تصرف شد. این قسمت‌ها از عهد هخامنشیان به بعد از تصرف ایران خارج شده بود.
در سال ۶۱۷ میلادی، سردار نامی دیگر ایران شاهین ممالک آسیای صغیر را یک بیک گرفت و به کالسدون نزدیکی کنستانتین (قسطنطنیه، استانبول در ترکیهٔ امروزی)، پایتخت بیزانس رسید در اینجا هراکلیوس با سردار ایرانی ملاقاتی کرده و درخواست صلح کرد. در عوض قراردادی، در جهت پرداخت خراج سالیانه به ایران، بسته شد.
در این زمان اوضاع بیزانس بسیار بد بود، از یکطرف فتوحات ایران برای بیزانس تقریباً ممالکی را باقی نگذاشته بود و از طرف دیگر از طرف شمال آوارها پایتخت بیزانس را از راه خشکی، تحت تهدید قرار داده بودند و تهدید خطرناکتری نسبت به ایران به‌شمار می‌آمدند.

## فتوحات هراکلیوس

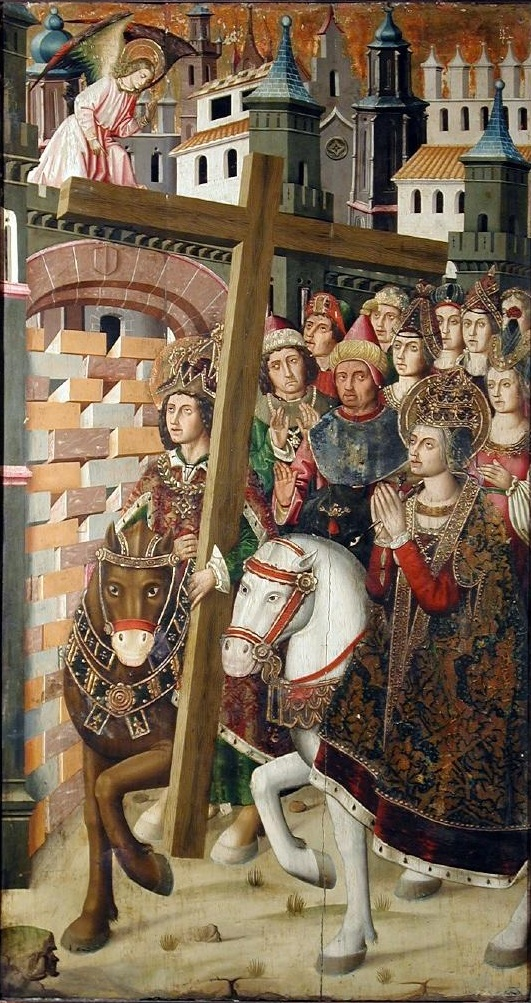
تصویری نقاشی شده از بازگرداندن صلیب راستین توسط هراکلیوس به اورشلیم.

در سال ۶۲۲ میلادی، هراکلیوس با کمک اعانه مردم و خزائن کلیساها، توانست سپاهی را مجهز و جمع‌آوری کند و با کمک خزرها بطرف ایران لشکر کشی کرد. خسرو پرویز با قشونی مرکب از چهل هزار نفر به شیز (تخت سلیمان کنونی) واقع در آذربایجان شتافت ولی هراکلیوس فاتح شد.
در سال ۶۲۳ میلادی، شهر گنزک را تسخیر و آتشکده آذرگشسپ را ویران کرد.
خسرو با اتحاد با آوارها در سال ۶۲۶ میلادی، کنستانتین، پایتخت بیزانس را محاصره کرد ولی نیروهای هراکلیوس توانستند، در نبردی شهر کالسدون را پس بگیرند. دلایل شکست خسرو در این جنگ فقدان قوهٔ بحریه بود. در تمام جنگ‌های مزبور هراکلیوس از اینکه دریاها در تصرف او بود، نهایت استفاده نظامی را توانست ببرد.
در سال ۶۲۷ میلادی، در طی نبردی که به نبرد نینوا معروف است. هراکلیوس به دستگرد حمله کرد. این محل تقریباً در فاصلهٔ ۱۲۰ کیلومتری تیسفون پایتخت ایران واقع بود.
در اثر این حمله قصر خسرو توسط قشون روم غارت شد. هراکلیوس یک جشن مذهبی پر مسرت را در کاخ متروک دستگرد خسرو برگزار کرد. در این جنگ خسرو قشون ایران را رها نموده و بطرف تیسفون عقب‌نشینی کرد. با این وجود لشکر ایران استقامت کرده وبا اضافه شدن ۲۰۰ فیل جنگی توانست هراکلیوس را شکست داده با انهدام پل‌ها و کانال نهروان، از پیشروی قشون هراکلیوس به طرف تیسفون، پایتخت ساسانی، جلوگیری کرد.
در سال ۶۲۸ میلادی خسرو پرویز به دست پسرش قباد دوم یا شیرویه به زندان افکنده شد و به قتل رسید. قباد که در آنزمان از طاعون در رنج بود، به هراکلیوس پیشنهاد صلح داد و خواستار حمایت هراکلیوس از فرزندش اردشیر سوم شد. صلح بدین شرایط مقرر گردید.
1. طرفین آنچه خاک از همدیگر گرفته‌اند، مسترد دارند و اسرا را به یکدیگر باز پس دهند.
2. صلیبی که ایرانیان از اورشلیم آورده بودند، پس بدهند.

باز پس‌گیری صلیب راستین جشنهای گسترده‌ای را در عالم مسیحیت به همراه داشت.

## تبارنامه

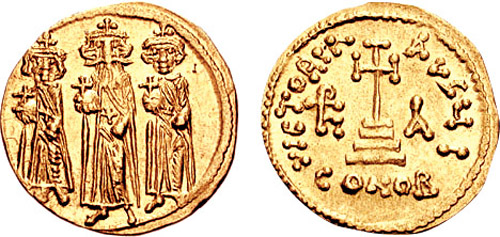
هراکلیوس و دو پسرش کنستانتین سوم و هراکلوناس که هر دو در ۶۴۱ کشته شدند.

هراکلیوس دو بار ازدواج کرد؛ بار اول با فابیا ادوکیا که دو فرزند ثمره این ازدواج بود. کنستانتین سوم پسر او بعد از هراکلیوس به سلطنت رسید.
بار دوم در سال ۶۱۳ میلادی، با خواهرزادهٔ خود به نام مارتینا ازدواج کرد. نه فرزند حاصل این ازدواج بود که اکثر آن‌ها از بیماریهای ارثی در رنج بودند. هراکلوناس پسر مارتینا بعد از کشته شدن برادرش کنستانتین سوم به سلطنت رسید.
همچنین هراکلیوس یک فرزند دیگر، از مادری که نام او شناخته نشده، داشت، به نام «جان» که بر ضد پدر، یک شورش سیاسی را ترتیب داد. هراکلیوس در سال ۶۳۷ میلادی، دستور قطع بینی و دستهای او را صادر کرد.

## هراکلیوس در تاریخ اسلام
هراکلیوس تنها امپراتوری است که در تاریخ اسلام، از او به تفصیل سخن رفته‌است. در مطالب نوشته شده توسط مسلمانان هیچ دشمنی و عداوتی در مورد او دیده نمی‌شود.
از عکرمه روایت کرده‌اند که رومیان و پارسیان به سرزمین نزدیک پیکار کردند و سرزمین نزدیک اذرعات بود که در آن جا رو به رو شدند و رومیان منهزم شدند و این خبر به محمد پیامبر و یاران وی رسید که در مکه بودند و حادثه برای آن‌ها سخت بود که غلبه گبران اُمّی را بر رومیان اهل کتاب خوش نداشتند و کافران مکه خوشدل شدند و یاران پیغمبر را شماتت کردند و گفتند شما اهل کتابید نصاری نیز اهل کتابند و ما امیانیم و برادران پارسی ما بر برادران کتابی شما ظفر یافتند. شما نیز اگر با ما پیکار کنید بر شما ظفر می‌یابیم. آنگاه سوره روم نزول یافت.
رومیان در نزدیک این سرزمین مغلوب گشتند و هم آن‌ها از پس مغلوب شدنشان به زودی در طی چند سال غالب می‌شوند و جلوتر و بعدتر نیز همه کارها به ارادهٔ خداست، و آنروز مؤمنان از یاری خدا شادمان شوند که هر که را خواهد یاری کند و همو نیرومند و رحیم است، وعدهٔ خداست و خدا از وعدهٔ خویش تخلف نکند ولی بیشتر مردم نمی‌دانند.

### جنگ با اعراب
ابوبکر در سال ۶۳۳ میلادی گروهی را به سوریه و فلسطین فرستاد و اینان توانستند سالی پس از آن به یک دسته کوچک از جنگاوران روم چیره شوند. جنگ اجنادین در سال ۶۳۴ میلادی در شام و فلسطین به پیروزی اعراب گرایید و یکی از زد و خوردهای خونینی بود که پیش از جنگ قادسیه انجام گرفت. دومین شکست سخت هراکلیوس امپراتور روم در خاک سوریه که دست آن امپراتوری را در آسیا کوتاه ساخت، جنگ یرموک می‌باشد که در سال ۶۳۶ میلادی رخ داد.
| پیشین: فوکاس | امپراتور بیزانس ۶۱۰–۶۴۱ میلادی | جانشین: کنستانتین سوم |